# Корабнікі
Корабнікі — житловий масив № 5 у Скавіні Краківського повіту Малопольського воєводства  .

## Історія
Колишнє село, розташоване на схід від міста. Колись це було службове село Краківського двору. Залишком тих часів є ренесансна садиба, збудована у 1540–1580 роках Павлом Коритком  .У 1954–1960 роках це місце було садибою громади Корабнікі.

## Пам'ятники
Об'єкти, внесені до реєстру нерухомих пам'яток Малопольського воєводства :
- садибний комплекс ;
  - двір;
  - парк із понад 600-річним дубом Виспянського. За переказами, під ним сидів автор «Весілля» під час відвідин садиби в 1886–1889 роках [3] ;
  - зерносховище;
  - сарай, 2-пол XIX;
  - стайні, 2-а пол XIX;
  - млин, XIX/XX.

Район поділяється на:
- Нижні Корабники
- Верхні Корабники

У Корабниках є добровільна пожежна дружина (Скавіна 2), початкова школа №4 та нове міське кладовище.
Корабники обслуговує МРК та приватні перевізники.

## Виноски
1. ↑  GUS. Rejestr TERYT
2. ↑  Dwór obronny w Korabnikach (пол.). Архів оригіналу за 23 червня 2008. Процитовано 24 лютого 2013.
3. ↑  Skawina - podstawowe informacje (пол.). Процитовано 24 лютого 2013.